# Щербово (Калининский район)
Ще́рбово — деревня в Калининском районе Тверской области. Относится к Заволжскому сельскому поселению.
Расположена западнее Твери, на левом берегу Волги, в 1,5 км от деревни Дмитровское.
В проекте строительства Высокоскоростной железнодорожной магистрали «Москва — Санкт-Петербург» в районе деревни Щербово предполагалось строительство моста через Волгу.